# Sender Idar-Oberstein-Hillschied
Der Sender Idar-Oberstein-Hillschied ist eine Sendeanlage für UKW-Hörfunk in Idar-Oberstein. Er befindet sich auf dem Gelände des Truppenübungsplatzes Baumholder südlich von Idar-Oberstein. Als Antennenträger dient eine 68 m hohe abgestützte Stahlrohrkonstruktion (Dreibein) aus „Cortenstahl“.

## Frequenzen und Programme

### Analoges Radio (UKW)
| Frequenz (MHz) | Programm                                             | RDS PS             | RDS PI                | Regionalisierung | ERP (kW) | Antennendiagramm rund (ND)/gerichtet (D) | Polarisation horizontal (H)/vertikal (V) |
| -------------- | ---------------------------------------------------- | ------------------ | --------------------- | ---------------- | -------- | ---------------------------------------- | ---------------------------------------- |
| 106,4          | SWR4 Rheinland-Pfalz                                 | SWR4_TR_           | DCA4                  | Radio Trier      | 1        | ND                                       | H                                        |
| 89,5           | Deutschlandfunk                                      | __Dlf___           | D210                  | –                | 0,2      | D (290°-20°, 80°-160°)                   | H                                        |
| 94,7           | Deutschlandfunk Kultur                               | Dlf_Kult           | D220                  | –                | 0,2      | ND                                       | H                                        |
| 100,3          | RPR1.                                                | RPR1._MZ, _RPR1.__ | D6A8 (regional), D3A8 | Rhein-Main       | 1        | ND                                       | H                                        |
| 101,9          | bigFM                                                | _bigFM__           | D3A9                  | Rheinland-Pfalz  | 1        | D (30°-70°, 220°-230°, 270°-280°)        | H                                        |
| 87,6           | Antenne Idar-Oberstein (vorher Radio Idar-Oberstein) | RADIO_IO           | 1CA4                  | –                | 0,2      | D (310°-250°)                            | H                                        |

### Digitales Radio (DAB+)
Seit dem 10. Oktober 2019 wird das Digitalradio (DAB+) in vertikaler Polarisation und im Gleichwellenbetrieb mit anderen Sendern ausgestrahlt.
| Block                             | Programme | ERP (kW) | Antennen-diagramm rund (ND)/gerichtet (D) | Polarisation horizontal (H)/vertikal (V) | Gleichwellennetz (SFN) |
| --------------------------------- | --- | -------- | ----------------------------------------- | ---------------------------------------- | --- |
| 11A Rheinland- Pfalz 1 (D__00217) | DAB+-Multiplex der Digital Radio Südwest: - SWR1 RP (96 kbps) - SWR Kultur (96 kbps) - SWR3 (Rheinland-Pfalz) (96 kbps) - SWR4 KL (88 kbps) - SWR4 KO (88 kbps) - SWR4 LU (88 kbps) - SWR4 MZ (88 kbps) - SWR4 TR (88 kbps) - DASDING (96 kbps) - SWR Aktuell (72 kbps) - bigFM (72 kbps) - RPR1. (überregional) (72 kbps) - Rockland Radio (überregional) (72 kbps) - EPG (24 kbps) - TPEG (16 kbps) | 2,6      |                                           | V                                        | - Region Kaiserslautern: Bornberg, Kaiserslautern (Rotenberg), Kettrichhof, Zweibrücken - Region Koblenz: Ahrweiler (Schöneberg), Alf-Bullay, Altenahr (Oberes Ahrtal), Bad Marienberg, Betzdorf (Weißenstein), Diez, Koblenz (Dieblich-Waldesch), Linz am Rhein - Region Ludwigshafen: Weinbiet - Region Mainz: Bad Kreuznach (Bad Münster am Stein), Donnersberg, Mainz-Kastel, Oberdiebach (Lorch) - Region Trier: Bitburg, Bleialf, Daleiden, Haardtkopf, Idar-Oberstein, Kirn, Palzem, Schartenberg (Eifel), Niedersgegen, Saarburg, Traben-Trarbach, Trier (Markusberg) |

### Analoges Fernsehen (PAL)
Vor der Umstellung auf DVB-T diente der Sendestandort weiterhin für analoges Fernsehen:
| Kanal | Frequenz (MHz) | Programm                      | ERP (kW) | Sendediagramm rund (ND)/ gerichtet (D) | Polarisation horizontal (H)/ vertikal (V) |
| ----- | -------------- | ----------------------------- | -------- | -------------------------------------- | ----------------------------------------- |
| 27    | 519,25         | ZDF                           | 0,25     | D                                      | H                                         |
| 40    | 623,25         | SWR Fernsehen Rheinland-Pfalz | 0,25     | D                                      | H                                         |